# Cameo
Un paper de cameo o aparició cameo, sovint escurçat a cameo, és una aparició breu d'una persona coneguda en una obra artística, com pel·lícules, jocs de vídeo i televisió. Aquest paper no necessita ser omplert per un actor: són normals les aparicions curtes de directors de cinema, polítics, atletes, músics o altres celebritats. Aquests papers són generalment petits, i la majoria ni parlen. El director Alfred Hitchcock va gaudir introduint-se, sovint com a personatge passiu, en escenes de les seves pel·lícules.
Altres conceptes de cameo inclouen personatges de videojoc d'un altre «univers fictici» apareixent en un altre videojoc.

## Història
Originalment la frase «paper de cameo» es referia a una persona famosa que no estava interpretant cap personatge. Malgrat la brevetat, l'actor o celebritat era instantàniament recognoscible.
Els cameos no surten als crèdits, sovint a causa de la seva brevetat. Moltes vegades són cops de publicitat. Altres són reconeixements a la contribució d'un actor a una feina anterior, com els casos d'adaptacions de sèries de TV, o de remakes de pel·lícules anteriors. Altres honren artistes o celebritats per l'obra en un camp particular. Un cameo pot marcar un personatge important sense tenir molt temps de pantalla. Els exemples d'aquests cameos són Sean Connery a Robin Hood: príncep dels lladres  o Ted Danson a Saving Private Ryan.
Els cameos són també comuns a les novel·les i en altres obres literàries. Els cameos literaris normalment impliquen un personatge establert en una altra obra que fa una aparició breu per establir un univers compartit, marcar un punt, o oferir un homenatge. Balzac va ser iniciador d'aquesta pràctica en la seva Comèdia Humana . De vegades un cameo presenta una persona històrica que  visita personatges ficticis en un novel·la històrica, com quan Benjamin Franklin comparteix una cervesa amb Phillipe Charboneau a El Bastard de John Jakes.
Un cameo també pot ser fet per l'autor d'un treball per posar una mena de signatura personal en una història.

Un exemple en el gènere del thriller és Clive Cussler, que feia cameos a les seves pròpies novel·les com un vell que aconsellava l'heroi de l'acció Dirk Pitt. Exemples en el còmic són John Byrne a Marvel Comics, Spider-Man i Mary Jane Watson, McCloud (sèrie TV), Fu Manchu, i Wolverine. En el súmmum de la tècnica està Lolita, de Vladímir Nabókov. Aquesta novel·la és, entre moltes altres coses, un tour de force de cameos literaris. 
Hi ha primeres aparicions sovint considerades equivocadament com cameos. Sylvester Stallone apareix sense crèdits a la pel·lícula de Woody Allen Bananas, cinc anys abans del seu paper trencador el 1976 (Rocky).

## Exemples decameos
La pel·lícula de Mike Todd La volta al món en vuitanta dies (Around the World in Eighty Days (1956) era ple de cameos: John Gielgud com a majordom anglès, Frank Sinatra tocant el piano en un saló, i altres; les estrelles en papers de cameo apareixien a senyals ovalats en els cartells de la pel·lícula. Curiosament, La volta al món en vuitanta dies (adaptació de televisió) i La volta al món en 80 dies (2004) també van presentar un gran nombre de cameos.
El món és boig, boig, boig (1963), una comèdia èpica, també presenta cameos de gairebé cada comediant estatunidenc popular viu a l'època, incloent-hi Three Stooges.
Marshall McLuhan fa un cameo a la comèdia romàntica Annie Hall (1977) de Woody Allen.
Els directors sovint apareixen en papers de cameo afegint una signatura personal en una pel·lícula. Les aparicions de cameo d'Alfred Hitchcock en 37 de les seves pel·lícules ajudaven a popularitzar el terme en les audiències. Sovint capritxosos, els cameos arribaven a ser esperats. Hitchcock posava els cameos d'hora a cada pel·lícula així els espectadors podien llavors prestar la màxima atenció a la història. El director Sam Raimi ha seguit l'exemple de Hitchcock en molts de les seves pel·lícules, amb papers de cameo pel seu germà Ted Raimi i amic Bruce Campbell. El creador de CSI Anthony Zuiker ha aparegut en uns quants cameos en la seva popular sèrie de televisió CSI (Crime Scene Investigation).

Uns altres directors són també coneguts per llançar-se a fer papers de cameo a les seves pel·lícules. M. Night Shyamalan apareix en algunes de les seves pel·lícules, com The Village, en la qual surt en el reflex del got del xèrif, i també com un admirador. Bruce Willis busca en un estadi a  Unbreakable. A El sisè sentit és el metge d'un hospital i té una breu aparició en una escena curta amb la mare del nen.
De la mateixa manera Peter Jackson ha fet breus cameos a totes les seves pel·lícules, excepte la primera Bad Taste i a Mett the Feebles. Per exemple, interpreta un camperol que menja una pastanaga a  El senyor dels anells: La germandat de l'anell ; un guerrer Rohan a  El senyor dels Anells: Les Dues Torres i un capità pirata a El senyor dels anells: El retorn del rei. Cap dels tres parla. També apareix durant el seu remake el 2005 de King Kong com artiller en un biplà al final.
El director Martin Scorsese apareix al fons, en les seves pel·lícules com a espectador o com un personatge desapercebut. En Who's That Knocking at My Door, apareix com un dels gàngsters, un vianant a Taxi Driver, etc. Obre la seva pel·lícula de 1986 El Color de Diners amb un monòleg sobre la piscina. A més a més, apareix amb la seva muller i filla com novaiorquesos rics a Gangs of New York, i és projectista de pel·lícules a L'aviador.
Els actors Adam Sandler i Robi Schneider han aparegut en cameos en la majoria de les pel·lícules de l'altre (The Water Boy, Mr. Deeds, The Animal, etc.). Normalment col·laboren amb una línia de diàleg o només fent una expressió divertida. La famosa línia de cameo de Schneider va ser la de l'home pobre que diu  Pots fer-ho! en tres de les pel·lícules de Sandler.
Els remakes i les seqüeles ocasionalment presenten actors de les pel·lícules originals. La versió de 2004 de Dawn of the Dead (2004) presenta cameos de Ken Foree, Scott Reiniger i Tom Savini, estrelles de l'original Dawn of the Dead. Les estrelles originals de Starsky i Hutch apareixen al final de la pel·lícula de 2004, i l'original Sigmund apareix a la pel·lícula de 2008 de Get Smart.
Les pel·lícules basades en esdeveniments reals ocasionalment inclouen papers de cameo de la gent retratada. A la pel·lícula de 2006 The Pursuit of Happyness, Chris Gardner fa un cameo al final. 24 Hour Party People, una pel·lícula sobre Tony Wilson té un cameo pel Tony Wilson real. A la pel·lícula Apol·lo 13, Jim Lovell (el comandant real d'aquell vol) apareix al final, mans que tremolen amb Tom Hanks (l'actor que estava descrivint Lovell). Domino Harvey fa una aparició curta en els crèdits de Domino. La veritable Erin Brockovich té una aparició de cameo com una cambrera anomenada Julia a la pel·lícula que té el nom de si mateixa (on el seu paper és interpretat per l'actriu Julia Roberts). La pel·lícula de 2000  Gairebé famosos  presenta el cofundador Jann Wenner dels Rolling Stone, com a passatger en un taxi de Nova York.

De manera similar, els cameos a vegades presenten persones conegudes fora de la indústria cinematogràfica, normalment relacionades amb el tema o escena de la pel·lícula. A  October Sky (1999), en una escena dels anys 50, surt un fotògraf (O. Winston Link) en una aparició breu que descriu una locomotora de vapor. La referència va ser famosa durant els anys 1950 per ser la crònica dels darrers dies del servei de locomotores de vapor a la regió. O Brother, Where Art Thou? (2000), que tracta el Sud rural dels Estats Units en l'època de la Depressió, presentat cameos per notables de la música d'‘‘arrels'‘ del país com Alison Krauss, Ralph Stanley, Gillian Welch, The Whites i els Fairfield Four. A la pel·lícula The Last Mimzy, el conegut teòric Brian Greene té un cameo com a científic d'Intel.
A Dr. Dolittle 2, Steve Irwin feia un cameo. Stan Lee, el creador de molts Marvel Comics, personatges que han aparegut en les versions de cinema de còmics, com ara X-Men, Spider-Man, Iron Man, i The Fantastic Four.
Els cameos s'han utilitzat com a manera de retornar al focus de l'actualitat d'una manera subtil, com la mostrada per Britney Spears quan feia un cameo a Will and Grace el 2006 i How I Met Your Mother el 2008.
A Run, Fat Boy, Run, el director David Schwimmer pot ser vist fent un cameo com un admirador cursa al final de la pel·lícula. Portant un barret negre i abric, David dona al personatge de Simon Pegg mitja pinta de cervesa.